# Promise You
«Promise You» es el primer sencillo oficial de Super Junior K.R.Y, subunidad de la popular banda surcoreana, Super Junior. El sencillo fue lanzado oficialmente en Japón por la empresa Avex Trax el día 23 de enero, tras haber sido cantado en vivo por el grupo en conciertos previamente. Se ha revelado que se lanzará una versión coreana del sencillo en Corea del Sur el 14 de febrero de 2013.

## Proceso
Con el inicio de los conciertos en Japón de la subunidad, durante un concierto en Yokohama el 22 de noviembre de 2012, se reveló lo que sería el adelanto del video musical de la canción, que ya había sido cantada previamente durante el concierto. La noticia generó mucha expectación entre la audiencia, compuesta por fanes. La fecha de lanzamiento del sencillo se fijó para el 23 de enero de 2013, que coincidía con un futuro concierto del grupo en Budokan. 
Promise You marca el debut oficial de la subunidad, compuesta por Kyuhyun, Ryeowook y Yesung, quienes desde su debut en 2006, nunca habían sacado un tema original en Corea del Sur. El sencillo vendría en una edición de CD ilimitada, CD limitada para miembros del fanclub oficial y CD+DVD.

## Música y video
Como era de esperarse, Promise You es una balada que mantiene el estilo musical original del grupo. El disco también contiene un cover de la canción Hanamizuki, de la cantante Yō Hitoto en el lado B. 
La edición CD+DVD contiene el video musical y un clip en donde se muestra cómo se creó el video. El canal de Youtube oficial de Avex Trax subió una versión corta de Promise You el día 24 de diciembre y muestra un estilo distinto a los demás videos musicales de Super Junior al mantener una historia en vez de coreografías dentro de un set diseñado.

## Recepción
El sencillo debutó en el #1 de Tower Records y #2 del ranking de sencillos Oricon de Japón vendiendo 40.645 copias el primer día. Posteriormente subió al #1 del ranking de sencillos de Oricon el 24 de enero de 2013, tras vender 15 197 copias y se mantuvo en este lugar al día siguiente. El día en que el sencillo llegó al primer lugar fue el mismo día del último concierto del grupo en Japón, en donde mostraron su gratitud hacia las fanes por el apoyo. 
Finalmente el ranking bajó al #2 en el ranking semanal de Oricon y #3 en el ranking semanal de Tower Records tras vender 69.067 copias en la primera semana. También se posicionó #10 en los temas más populares de Billboard Japón. La versión CD limitada para miembros de fanclub se agotó en una semana.

## Lista de canciones

### CD
1. «Promise You»
2. «Hanamizuki» (ハナミズキ)
3. «Promise You» - Sin voces. (Solo en edición limitada)

### CD+DVD
1. «Promise You» - Video musical
2. «Detrás de cámaras»

- Datos: Q5862067